# Sluis Heel
Sluis Heel is een geheel van waterwerken ter regulering van het water van de Maas naar het Lateraalkanaal Linne-Buggenum in de Nederlandse provincie Limburg, ten behoeve van de daarop plaatsvindende binnenvaart. Het complex ligt in de gemeente Maasgouw aan de gemeentegrens met de gemeente Roermond. Ten westen van de sluis ligt het dorp Heel en ten noorden Beegden. Bij de sluis ligt buurtschap Osen.
De sluis heeft twee parallel liggende sluiskolken en ligt direct ten westen van de oudere sluis van Stuw- en sluiscomplex Linne dat de stroomopwaarts gelegen Maas verbindt met de stroomafwaarts gelegen Maas nadat deze rond de Lus van Linne gemeanderd is. De toegestane maten voor de scheepvaart zijn (L×B×D) 137,5 × 15,5 × 3 meter, dat is CEMT-klasse Va. De Westkolk is 137,5 m lang, de Oostkolk is 193,5 m lang en beide sluizen hebben een doorvaarbreedte van 15,5 m met een sluisdrempel van SP–4,1 m.

## Geschiedenis
In 1972 kwam het Lateraalkanaal Linne-Buggenum samen met de sluis gereed. Door het kanaal en de sluis hoeft het scheepvaartverkeer een kortere vaarweg af te leggen en hoeft men maar één sluis te nemen in plaats van twee: Sluis Linne en Sluis Roermond.